# Alexander Kartweli

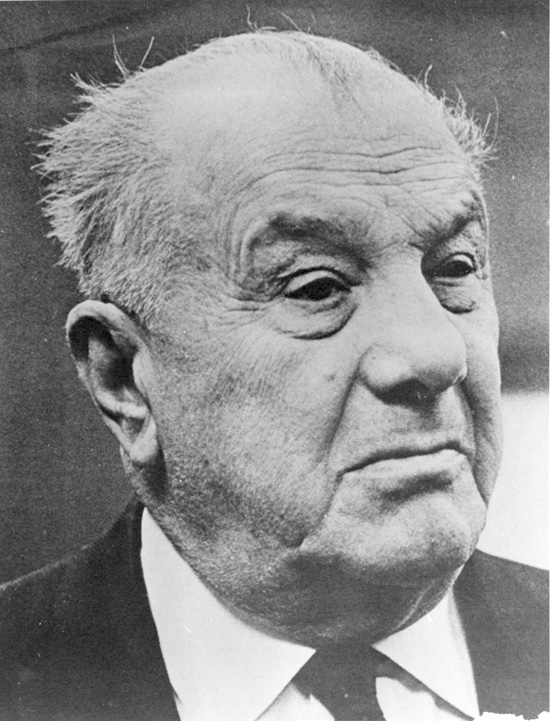
Alexander Kartweli

Alexander Kartweli (Kartwelischwili) (georgisch ალექსანდრე ქართველი Alexandre Kartveli) (* 9. September 1896 in Tiflis, Georgien; † 20. Juni 1974 in New York City) war ein amerikanischer Erfinder und Flugzeugkonstrukteur georgischer Herkunft. Er ist unter anderem bekannt für die Entwicklung der Seversky P-35 und P-47 Thunderbolt, des ersten einsatzfähigen amerikanischen strahlgetriebenen Jagdflugzeugs F-84 Thunderjet, sowie der Republic F-105 und zahlreichen anderen Luftfahrzeugen verschiedener Art, darunter auch Konzepte und Prototypen für die Raumfahrt.

## Jugend und Auswanderung
Alexander Kartweli wurde am 9. September 1896 in Tiflis in eine königliche georgische Familie hineingeboren. Er besuchte ein Gymnasium in derselben Stadt und machte dort 1914 seinen Abschluss. Danach entschloss er sich nach Frankreich auszuwandern und absolvierte 1922 die Pariser Höhere Luftfahrtschule. Kurz darauf begann er eine Karriere als Testpilot, bevor er noch im selben Jahr durch einen Unfall schwer verletzt wurde und diese Karriere aufgeben musste. Von 1922 bis 1927 arbeitete er beim Flugzeughersteller Louis Blériot und entwarf zwei leichte Flugzeuge des Typs Bernard und Ferbois. Eines seiner Flugzeuge errang 1924 einen Geschwindigkeitsweltrekord. 1927 zeigte der amerikanische Millionär Charles A. Levine Interesse an Kartwelis Fähigkeiten und lud ihn zu sich nach New York ein, um in seiner Atlantic Aircraft Corporation zu arbeiten. In Amerika begegnete er 1931 dem ebenfalls aus Georgien ausgewanderten Russen Alexander Procofieff De Seversky und wurde in dessen Seversky Cooperation (später umbenannt in Republic Aviation Company) als Chefkonstrukteur tätig.

## Karriere

### Tätigkeit in der Seversky Cooperation
Kartweli und Seversky arbeiteten gemeinsam an Entwürfen für Ganzmetallflugzeuge. Die aus dem SEV-3-Amphibienflugzeug resultierende Seversky P-35 wurde 1935 für den Erstflug fertiggestellt und war das erste einsitzige Kampfflugzeug der U.S. Air Force mit einem neuen, innovativen Design. Die in 1933 von Kartweli entworfene SEV-3 wurde zum Schulflugzeug Seversky BT-8 umgebaut und unterlag in Schnelligkeit der North American BT-9. Aufgrund dessen entwarf er basierend auf der SEV-3 ein schnelleres zweisitziges Jagdflugzeug, die SEV-2XP. Bei einem Vergleich mit einsitzigen Flugzeugen, durchgeführt von der USAAC im Jahre 1936, gewann die SEV-2XP und wurde anschließend auf Anordnung Severskys zu einem Einsitzer umgebaut. Sie bekam die Bezeichnung P-35 und wurde 1937 in Dienst gestellt.

### Tätigkeit in der Republic Aviation Company

#### P-47 Thunderbolt

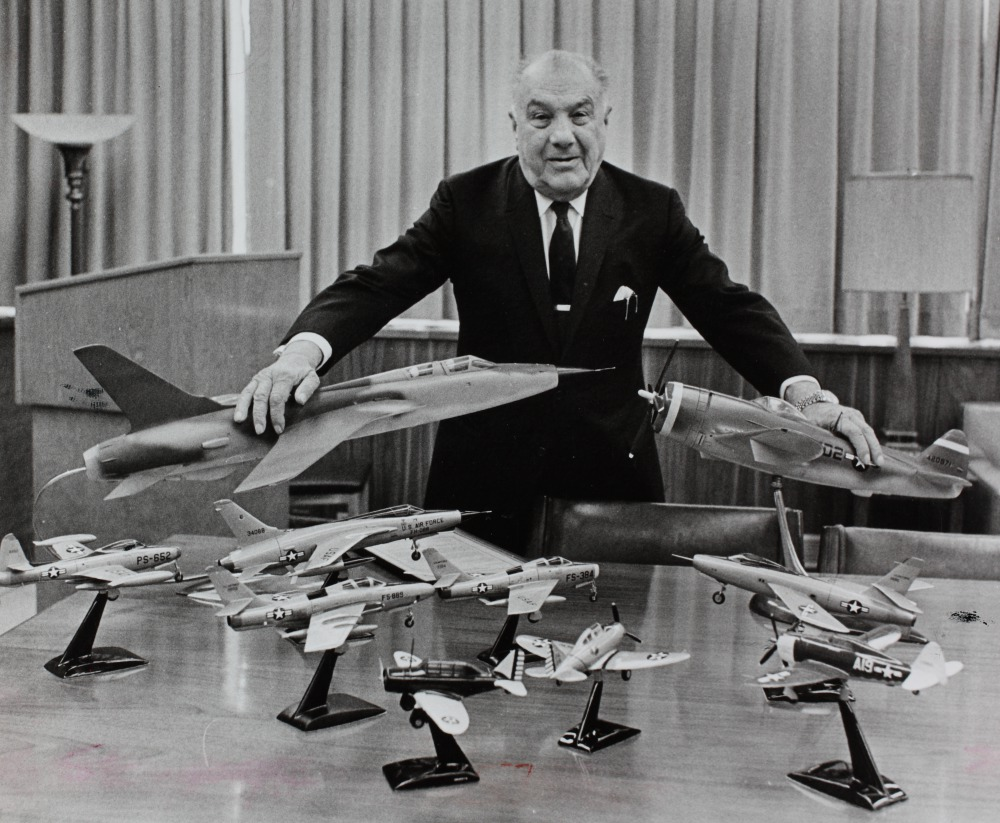
Alexander Kartweli mit Modellen der von ihm entwickelten Flugzeuge P-35, P-47, F-84 und F 105

1939 wurde Alexander De Seversky aus seiner eigenen Firma entfernt und diese zur Republic Aviation Company umbenannt. Basierend auf der P-35 sowie der XP-43/44 und XP-47 entstand unter Kartwelis Leitung als Chefdesigner und Vizepräsident die Republic P-47. Die im Jahre 1939 entwickelten Prototypen XP-44 und XP-47 waren eine Weiterentwicklung der P-35. Sie wurden 1940 jedoch in Anbetracht des in Europa ausgebrochenen Krieges als zu ineffizient in einem potenziellen Luftgefecht gegen deutsche Jagdflugzeuge angesehen, woraufhin die Firma übereilt eine modifizierte Version, die XP-47A, präsentierte, welche ebenfalls von der USAAC abgelehnt wurde. Daraufhin konzipierte Alexander Kartweli einen vollständig neuen Entwurf, der viel größer sein und die Anforderungen der Luftwaffe komplett erfüllen sollte. Er baute auf effiziente Weise einen achtzehnzylindrigen Pratt & Whitney R-2800-Motor und eine gepanzerte Pilotenkabine in ein für damalige Verhältnisse sehr großes Flugzeug ein. Acht Browning M2-Maschinengewehre (jeweils vier für jeden Flügel) wurden in die neuartigen Flügel, die auch genug Raum für größere Munitionsvorräte hatten, eingepasst. Das neue als XP-47B bezeichnete Flugzeug hob zum ersten Mal am 6. Mai 1941 ab und lieferte trotz einiger weniger Mängel beeindruckende Ergebnisse. Daraufhin ging sie ab 1942 in Serienproduktion. Mehr als 15 000 P-47 wurden insgesamt hergestellt und bis 1966 von verschiedenen Ländern eingesetzt.

#### F-84 Thunderjet/Thunderstreak
Bereits im Jahre 1944 arbeitete Kartweli an einem Ersatz für die P-47. Dieser sollte allerdings aus einem strahlgetriebenen Flugzeug bestehen. Anfänglich versuchte er die P-47 als Basiskonzept zu nehmen und ein Düsentriebwerk einzubauen. Dieser Gedanke scheiterte jedoch. Stattdessen entwarf er ein Flugzeug mit einem Rumpf, der durch den Einbau eines Strahltriebwerks mit Axialverdichter stromlinienförmig ausgeführt werden konnte, und dicken gerade ausgerichteten Flügeln, in denen sich die Treibstofftanks befinden sollten. Am 11. September desselben Jahres gab die USAAF ihre Mindestanforderungen für ein Flugzeug bekannt, welches sie in Dienst zu stellen bereit wären. Bereits einen Monat später bekam Republic Aviation eine Bestellung für drei Prototypen des neuen Konzepts, zu jener Zeit als XP-84 bekannt. Schon vor dem ersten Testflug gab die amerikanische Luftwaffe im Januar 1945 weitere Bestellungen in Auftrag, darunter einsatzfähige Versionen (P-84B). Erweiterte Tests am Boden wiesen jedoch bedenkliche Mängel auf und Kartweli vollzog zahlreichen Modifikationen und Verbesserungen. Es gab verspätete Lieferungen an die Armee, da die XP-84 erst am 28. Februar 1946 zum ersten Mal abhob. Eine Problematik bestand darin, dass die ersten P-84B – welche noch vor dem eigentlichen Testflug geliefert wurden – im Nachhinein ebenfalls modifiziert werden mussten. Die verbesserte XP-84 wurde mit einem J35-A-15 Triebwerk, sechs Browning Maschinengewehren, (vier in der Nase und je eins in den Flügeln) und mit einer Treibstoffkapazität von insgesamt 1 740 Litern versehen. Das neue F-84 Jagdflugzeug/Jagdbomber ging ab November 1947 für die neu entstandene U.S. Air Force in Serienproduktion. Die F-84 war das erste Flugzeug, das in der Luft betankt und mit einer Mark 7 Atombombe bestückt werden konnte. Ein erweitertes Design war die Republic F-84F Thunderstreak, welche ihre Flügel nach hinten gerichtet hatte. Insgesamt wurden mehr als 7 000 dieser Flugzeuge hergestellt und wurden bis 1991 von verschiedenen Ländern benutzt.

#### F-105 Thunderchief
Um die F-84F Thunderstreak in ihrer strategischen Rolle abzulösen, arbeitete das Designerteam von Republic Aviation unter Alexander Kartwelis Führung 1951 ein neues Konzept aus. Die Republic F-105 war dazu gedacht, durch ihre hohe Geschwindigkeit und im Tiefflug, feindliche Linien zu penetrieren und Atombomben abzuwerfen. Dabei verzichtete man auf gute Manövrierfähigkeit. Das Flugzeug kam als Jagdbomber häufig während des Vietnamkrieges zum Einsatz. Obwohl vielversprechend in seinem eigenen Aufgabenbereich, erwies es sich als leichtes Ziel für sowjetische Abfangjäger und wurde auch in mehreren Fällen auf Grund von Tiefflügen durch leichten Flakbeschuss abgeschossen. Insgesamt verloren die Vereinigten Staaten bis zu 400 F-105 über Vietnam und Südostasien.

#### A-10 Thunderbolt II
Alexander Kartweli wird die Teilnahme oder wenigstens Einflussnahme an der Entwicklung der A-10 Thunderbolt (Warthog) zugesprochen, da er von 1964 bis zu seinem Tod in 1974 als Designer und Berater in der Fairchild Hiller Kompanie tätig war. Die Bezeichnung des Flugzeuges ist eine Anlehnung an die zuvor von ihm im Zweiten Weltkrieg entwickelten P-47 Thunderbolt. Die A-10 ist ein effektives und oft eingesetztes Erdkampfflugzeug der US-Luftstreitkräfte, welches ähnlich robuste Charakteristika aufweist wie Kartwelis Entwürfe für Jagdbomber.

## Weitere Arbeiten
Während seiner Zeit in der Republic Aviation Company entwarf Kartweli diverse Konzepte, welche nicht oder nur teilweise umgesetzt wurden. Dazu zählt sein Beitrag für das sogenannte Aerospaceplane (Raumflugzeug)-Projekt von 1958 bis 1963. Dabei vertrat er das Konzept eines durch Staustrahltriebwerke angetriebenen Raumfahrzeugs, welches dem späteren Space Shuttle der NASA sehr ähnelte.
Die von 1949 bis 1957 entwickelte Republic XF-103 – auch bekannt als Weapon System WS-201A oder Thunderwarrior – war ein gemeinsamer Entwurf Alexander Kartwelis und William O’Donnels. Sie war als ein Mach-3-fähiger Hochgeschwindigkeitsabfangjäger gegen sowjetische Bomber gedacht. Ihre Entwicklung wurde jedoch aus Kostengründen und aufgrund von technischen Problemen eingestellt.
Ein weiterer Entwurf Kartwelis ist die Republic XF-12. Sie sollte als schnelles Aufklärungsflugzeug für bevorstehende Bombenangriffe und als fliegendes Fotolabor fungieren. Der Auftrag wurde 1943 von der USAAF erteilt und ein Prototyp der XF-12 absolvierte 1946 erfolgreich und alle Erwartungen übertreffend, den Erstflug. Es war jedoch bereits zu spät für eine konsequente Produktionsreihe, da es bis zur Vollendung ihrer Entwicklung bereits Flugzeuge gab, die ihre Aufgaben übernehmen konnten, weshalb das Projekt 1948 eingestellt wurde.